# Emigrate (álbum)
Emigrate é o primeiro álbum de estúdio auto-intitulado da banda Emigrate. O álbum foi lançado em 31 de agosto de 2007 na Europa (exceto a França), 3 de setembro de 2007, na França e 29 de janeiro de 2008 nos Estados Unidos e na Austrália.

## Antecedentes e divulgação
O álbum foi produzido pelos membros da banda Richard Z. Kruspe, Olsen Involtini e Arnaud Giroux, junto com o produtor Jacob Hellner, que já havia trabalhado com Kruspe no Rammstein. Ao contrário do Rammstein, todas as músicas do Emigrate são cantadas em Inglês. O álbum rendeu dois singles, "New York City" e "Temptation", lançados em 12 de outubro de 2007 e 7 de março de 2008, respectivamente.
| Críticas profissionais | Críticas profissionais |
| Avaliações da crítica  | Avaliações da crítica  |
| Fonte                  | Avaliação              |
| ---------------------- | ---------------------- |
| Allmusic               | [ 1 ]                  |
| About.com              | [ 2 ]                  |
| Sputnikmusic           | [ 3 ]                  |
| Metal Temple           | [ 4 ]                  |

"My World", que foi oferecido como um download gratuito por Richard antes do lançamento do álbum, é por vezes apresentado como single, mas não é oficialmente considerado um. "My World" teve seu vídeo lançado e pode ser visto no canal oficial da banda no Youtube. O vídeo foi incluído também na edição limitada do álbum. Além do vídeo, "My World" é destaque na trilha sonora do terceiro filme da franquia Resident Evil, Resident Evil: Extinction (2007). As trilhas sonoras para Resident Evil (2002) e Resident Evil: Apocalypse (2004) continha "Halleluja" e "Mein Teil" do Rammstein, respectivamente. Em 27 de julho de 2007, Richard fez uma aparição no show de rock de Bruce Dickinson na BBC, onde o vídeo do single "New York City" foi lançado.

## Faixas
| Versão padrão  |                        |         |  |
| N.º            | Título                 | Duração |  |
| 1.             | "Emigrate"             | 4:07    |  |
| 2.             | "Wake Up"              | 3:37    |  |
| 3.             | "My World"             | 4:18    |  |
| 4.             | "Let Me Break"         | 3:35    |  |
| 5.             | "In My Tears"          | 4:34    |  |
| 6.             | "Babe"                 | 4:37    |  |
| 7.             | "New York City"        | 3:28    |  |
| 8.             | "Resolution"           | 3:42    |  |
| 9.             | "Temptation"           | 4:13    |  |
| 10.            | "This Is What"         | 4:38    |  |
| 11.            | "You Can't Get Enough" | 4:03    |  |
| Duração total: | Duração total:         | 44:47   |  |

| Edição limitada |                |         |  |
| N.º             | Título         | Duração |  |
| 12.             | "Blood"        | 3:34    |  |
| 13.             | "Help Me"      | 3:15    |  |
| Duração total:  | Duração total: | 51:36   |  |

### Singles do álbum
| Ano  | Título        | Posições         | Posições      | Posições       |
| Ano  | Título        | UK Singles Chart | UK Rock Chart | UK Indie Chart |
| ---- | ------------- | ---------------- | ------------- | -------------- |
| 2007 | My World      | -                | -             | -              |
| 2007 | New York City | -                | -             | 14             |
| 2008 | Temptation    | -                | -             | -              |

## Desempenho nos Charts
| Chart (2007)                          | Peak position |
| ------------------------------------- | ------------- |
| Áustria (Ö3 Austria Top 40)           | 28            |
| Bélgica (Ultratop Valônia)            | 65            |
| Países Baixos (Dutch Charts)          | 59            |
| Finlândia (Suomen virallinen lista)   | 29            |
| França (SNEP)                         | 41            |
| Alemanha (Offizielle Deutsche Charts) | 8             |
| Suécia (Sverigetopplistan)            | 47            |
| Suíça (Schweizer Hitparade)           | 18            |

## Músicos

### Membros da Banda
- Richard Z. Kruspe - Vocais, Guitarra solo
- Olsen Involtini - Guitarra rítmica
- Arnaud Giroux - Baixo
- Henka Johansson - bateria

### Músicos convidados
- Margaux Bossieux - Backing vocals (Faixas 2, 3, 6, 7 e 9)
- Grace Risch - Backing vocals (Faixa 11)
- Ruth Renner - Backing vocals (Faixa 11)

## Histórico de lançamento
| Região                           | Data                  | Formato                                           |
| -------------------------------- | --------------------- | ------------------------------------------------- |
| União Europeia (exceto a França) | 31 de agosto de 2007  | CD, Download digital                              |
| França                           | 3 de setembro de 2007 | CD, Download digital                              |
| Austrália                        | 29 de janeiro de 2008 | CD, Download digital                              |
| Estados Unidos                   | 29 de janeiro de 2008 | CD, Download digital                              |
| Alemanha                         | 23 de outubro de 2020 | Vinil (Limitado em 1000 cópias, exclusivo Amazon) |